# Transvaal-Schlangenechse
Die  Transvaal-Schlangenechse (Chamaesaura aenea) ist eine ca. 40 Zentimeter lange Art aus der Familie der Gürtelschweife. Die Länge des Schwanzes beträgt ca. 30 Zentimeter. 

## Aussehen
Diese schlangenähnlichen Tiere sind am Bauch braun gefärbt. Die flache, nach vor hin abfallende Kopfoberseite ist schwarz. Der Rücken ist ebenfalls schwarz und hat in der Mitte einen sehr dünnen vom Kopf bis zum Schwanzende laufenden, braunen Streifen. Die Körperseite ist ebenfalls braun und hat mehrere vom Kopf bis zum Schwanz hin laufende dünne schwarze Streifen. Die Beine sind braun. An den Beinen befinden sich je 5 Zehen.

## Lebensraum
Diese Art kommt nur in Südafrika vor. Die Tiere bewohnen die dortigen Grasländer.

## Lebensweise
Die tagaktive Transvaal-Schlangenechse bewegt sich sehr schnell schlängelnd durch das Gras, indem sie ihren Kopf und die Beine über dem Erdboden hält. Als Nahrung dienen ihr Insekten, Spinnen, Würmer und andere Wirbellose. 

## Fortpflanzung
Der Nachwuchs entwickelt sich in lederartigen Eiern im Körperinnern des Weibchens. Diese werden erst kurz vor dem Schlüpfen der vollentwickelten Jungtiere ablegt. Pro Wurf kommen 2 bis 4 Nachkommen zur Welt. Nach dem Schlüpfen sind die Jungen sofort selbständig.

## Gefährdung und Schutzmaßnahmen
Diese Art wird von der IUCN als potenziell gefährdet (Near Threatened) eingestuft. Die Gründe hierfür sind die Umwandlung ihres Lebensraumes in landwirtschaftliche Flächen, menschliche Siedlungen und Straßen. Daneben gefährden vom Menschen verursachte Feuer und der Einsatz von Pestiziden den Bestand. Zum Schutz der Art werden wissenschaftliche Untersuchungen zu den Anforderungen dieser Tiere an ihrem Lebensraum und ein Bestands-Monitoring und Planungen für Schutzzonen durchgeführt. Auf der nationalen Roten Liste Südafrikas ist die Art als nicht gefährdet eingestuft.